# Liste der Monuments historiques in Ménil-la-Tour
Die Liste der Monuments historiques in Ménil-la-Tour führt die Monuments historiques in der französischen Gemeinde Ménil-la-Tour auf.

## Liste der Objekte
| Bezeichnung                        | Beschreibung                       | Standort                        | Kennzeichnung | Schutzstatus | Datum | Bild |
| ---------------------------------- | ---------------------------------- | ------------------------------- | ------------- | ------------ | ----- | ---- |
| Skulptur Christus in der Rast      | Stein, 16. Jahrhundert             | in der Kirche St-Laurent (Lage) | PM54000468    | Classé       | 1961  |      |
| Altarkreuz und sechs Altarleuchter | Kupfer, Mitte des 18. Jahrhunderts | in der Kirche St-Laurent (Lage) | PM54000469    | Classé       | 1982  |      |